# Philippe Sanchez
Aujourd'hui coutelier au Bouscat, près de Bordeaux, Philippe Sanchez (né le 26 septembre 1969 à Suresnes, Hauts-de-Seine) est un ancien fondeur français. 
Il arrive dans le Jura quelques semaines seulement après sa naissance et passe l'essentiel de sa jeunesse et une grande partie de sa carrière à Prémanon, dans la station de ski des Rousses. Membre de l'équipe de France junior, puis senior et élite de 1987 à 1998, il a participé à 3 jeux olympiques, en 1992, 1994 et 1998 et 2 championnats du monde, en 1993 et 1995. 
Il met fin à sa carrière en rentrant des jeux olympiques de Nagano, Japon, en 1998. C'est à cette époque qu'il passe le concours de professeur de sport et intègre le ministère des sports. 
De 1998 à 2004 il exerce les fonctions de Conseiller Technique Sportif pour le Comité régional de ski du massif jurassien. Il entraîne les jeunes athlètes du comité, principalement les catégories "cadet" et" junior".
Il met fin à sa carrière d'entraîneur en 2004 et obtient un poste à l'antenne régionale du ministère des sports à Bordeaux.
En 2018, il entame une reconversion professionnelle vers le métier de coutelier et créé VAGA'LAMES, entreprise artisanale de coutellerie.

## Palmarès

### Jeux Olympiques
| Épreuve / Édition | Albertville 1992 | Lillehammer 1994 | Nagano 1998 |
| 10 km             | 51e              | 39e              | 59e         |
| 25 km Poursuite   | 30e              | 29e              |             |
| 50 km             |                  | 46e              |             |
| 4 × 10 km         | 8e               | 10e              | 13e         |

### Championnats du monde
| Épreuve / Édition | Falun 1993 | Thunder Bay 1995 |
| 10 km             | 46e        | 46e              |
| 25 km Poursuite   |            | 39e              |
| 30 km             | 35e        |                  |
| 50 km             |            | 33e              |

### Coupe du monde
- Meilleur classement final: 57e en 1995.
- Meilleur résultat: 15e.